# Malachra ruderalis
Malachra ruderalis är en malvaväxtart som beskrevs av Gürke. Malachra ruderalis ingår i släktet Malachra och familjen malvaväxter. Inga underarter finns listade i Catalogue of Life.